# Heliophila cornuta
Heliophila cornuta är en korsblommig växtart som beskrevs av Otto Wilhelm Sonder. Heliophila cornuta ingår i släktet solvänner, och familjen korsblommiga växter.

## Underarter
Arten delas in i följande underarter:
- H. c. cornuta
- H. c. squamata